# 埃夫里普斯山
埃夫里普斯山（Euripus Mons）是火星上的一座山丘，直径91公里，高约4480米，其名称取自古典反照率名，2003年被国际天文联合会正式接受。该山丘就坐落在希腊盆地东部，周围分布着岩屑流。

## 另请查看
- 火星山脉列表